# Luisa Romanenko
Luisa Romanenko (20 aprile 2004) è un'ex slittinista tedesca, vincitrice della Coppa del Mondo nel doppio nel 2021/22.

## Biografia

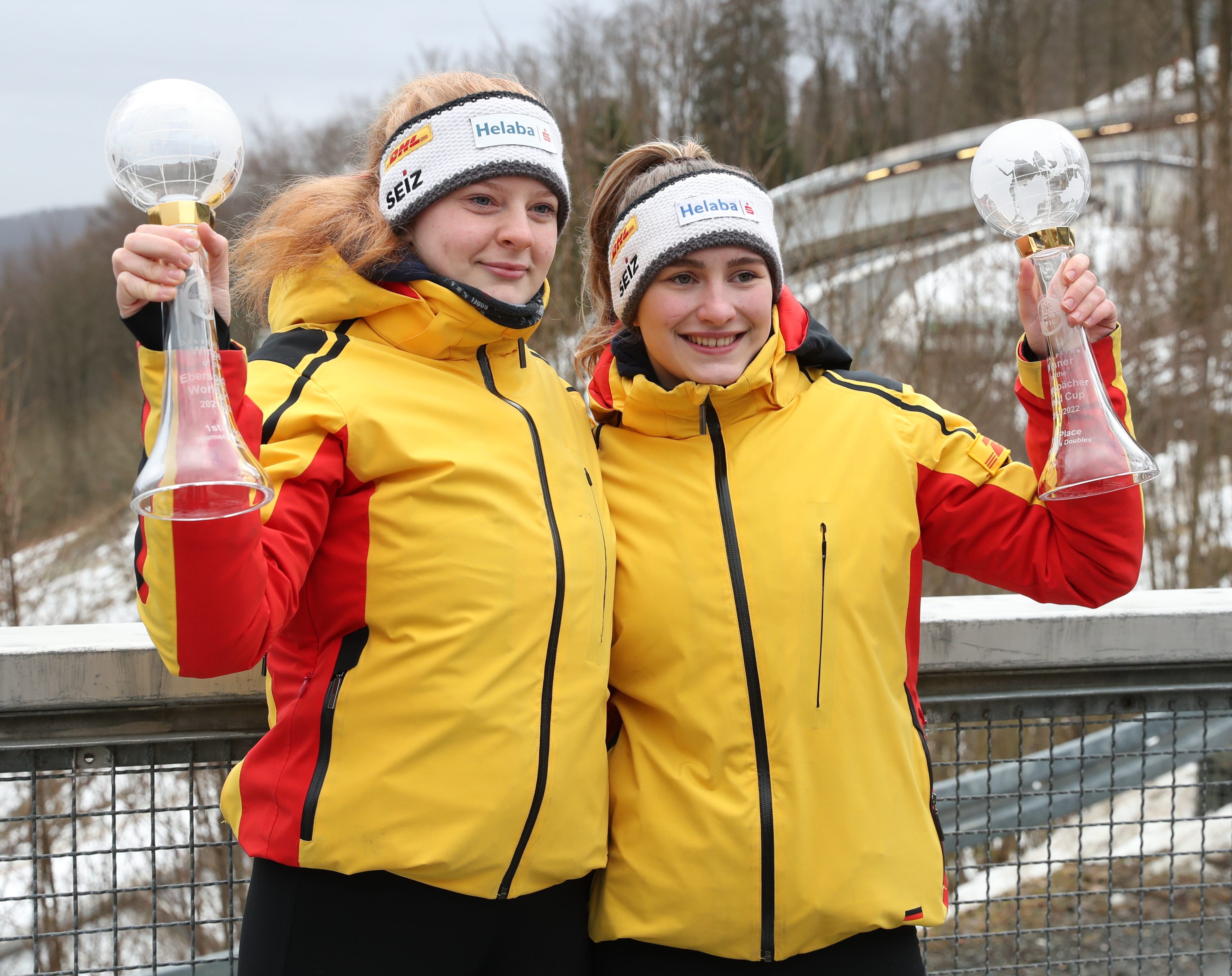
Romanenko (a sinistra) e Patz festeggiano la vittoria nell'edizione inaugurale della Coppa del Mondo di doppio femminile.

Iniziò a gareggiare per la nazionale tedesca nella categoria giovani nel 2019 nella specialità del doppio femminile in coppia con Pauline Patz, disciplina quest'ultima introdotta proprio in quella stessa stagione e prevista solo per questa classe di età a seguito dell'inclusione della gara nel programma delle Olimpiadi giovanili, prendendo parte alle ultime due tappe della Coppa del Mondo di categoria 2018/19 terminata al sesto posto; l'annata successiva concluse seconda nella graduatoria di Coppa, ma non fu convocata per i Giochi di categoria di Losanna 2020, poiché ogni nazione poteva schierare un solo doppio e lo staff tecnico tedesco scelse quello composto dalle connazionali Jessica Degenhardt e Vanessa Schneider, che avevano conquistato la sfera di cristallo e che avrebbero poi vinto l'oro anche nella gara olimpica.
La federazione mondiale, a causa della pandemia di COVID-19, decise di annullare l'intera stagione 2020/21 relativamente alle classi giovani e juniores, conseguentemente la Romanenko non disputò alcuna competizione internazionale in quell'annata. In quella successiva, pur essendo sia lei sia la sua compagna Patz nei limiti previsti per poter gareggiare nella categoria giovani, prese il via nella stagione di Coppa juniores, che, limitatamente alla specialità del doppio femminile si disputò con le modalità di "gara nella gara" per atlete di qualsiasi età in quello che fu l'esordio della disciplina nel circuito maggiore; a livello assoluto debuttò nella gara inaugurale di La Plagne il 2 dicembre 2021 conquistando subito il primo podio terminando la prova del doppio al secondo posto ed il 10 dicembre 2021 colse la prima vittoria ad Innsbruck; al termine della stagione, con quattro podi ottenuti sulle sei gare disputate, trionfò nella classifica generale di Coppa, oltre che in quella relativa alla categoria juniores. Nella medesima stagione prese parte ai campionati europei juniores di Bludenz 2022 in cui terminò in seconda posizione, vinse il titolo iridato ai mondiali juniores di Winterberg 2022 e conquistò la medaglia d'argento nel primo mondiale assoluto della specialità disputato sullo stesso tracciato tedesco.
Prima dell'inizio della successiva stagione, durante un allenamento sulla pista di Oberhof, fu coinvolta in un incidente che le causò diverse fratture ad entrambe le gambe che non solo precluse alla coppia la partecipazione all'imminente annata agonistica, ma pose prematuramente fine alla sua carriera sportiva.

## Palmarès

### Mondiali
- 1 medaglia:
  - 1 argento (doppio a Winterberg 2022).

### Mondiali juniores
- 1 medaglia:
  - 1 oro (doppio a Winterberg 2022).

### Europei juniores
- 1 medaglia:
  - 1 argento (doppio a Bludenz 2022).

### Coppa del Mondo
- Vincitrice della Coppa del Mondo generale nel doppio nel 2021/22.
- 4 podi (tutti nel doppio):
  - 1 vittoria;
  - 3 secondi posti.

#### Coppa del Mondo - vittorie
| Data             | Luogo     | Paese   | Disciplina              |
| ---------------- | --------- | ------- | ----------------------- |
| 10 dicembre 2021 | Innsbruck | Austria | Doppio con Pauline Patz |

### Coppa del Mondo juniores
- Vincitrice della Coppa del Mondo juniores nel doppio nel 2021/22.

### Coppa del Mondo giovani
- Miglior piazzamento in classifica di Coppa del Mondo giovani nel doppio: 2ª nel 2019/20.